# ByteDance
ByteDance (chiń. 字节跳动), pełna nazwa Bejing ByteDance Technology Co Ltd. – chińskie przedsiębiorstwo IT, działające w branży internetowej. Siedziba przedsiębiorstwa znajduje się w Pekinie. Założone przez Zhanga Yiming w 2012 roku.
Podstawowym produktem ByteDance jest Toutiao, platforma treści w Chinach i na całym świecie. Toutiao zaczynał jako silnik rekomendacji i dopiero stopniowo zmienił się w platformę dostarczającą treści w różnych formatach, takich jak tekst, obrazy, posty z pytaniami i odpowiedziami, mikroblogi i filmy wideo. Toutiao oferuje użytkownikom spersonalizowane kanały informacyjne, które są zasilane przez algorytmy uczenia maszynowego. Kanały treści są aktualizowane na podstawie tego, czego maszyna dowiaduje się o preferencjach użytkownika w zakresie czytania.
ByteDance nabył muzyczny start-up Musical.ly i połączył go z TikTok w jedną aplikację pod nazwą TikTok. Przedsiębiorstwo nabyło również BuzzVideo i Vigo Video.
Od listopada 2018 r. ByteDance miało ponad 800 milionów aktywnych użytkowników dziennie (ponad 1 miliard skumulowanych użytkowników) na wszystkich swoich platformach. Spółka została wyceniona na 78 miliardów dolarów od listopada 2018 r. i jest uważana za jedną z najcenniejszych firm na świecie.